# Cerodontha vignae
Cerodontha vignae är en tvåvingeart som beskrevs av Nowakowski 1967. Cerodontha vignae ingår i släktet Cerodontha, och familjen minerarflugor. Arten är reproducerande i Sverige.